# Nuoto ai XVII Giochi del Mediterraneo
Le gare di nuoto ai XVII Giochi del Mediterraneo si sono svolte al Yeni Olimpik Yüzme Havuzu di Mersin, in Turchia, dal 21 al 25 giugno 2013.
Sono state disputate competizioni in 20 specialità, per un totale di 38 medaglie d'oro in palio. Per ogni paese sono stati ammessi due atleti per ogni specialità, più una squadra per la staffetta.
Le gare di nuoto si sono svolte nei seguenti giorni:
| ● | Competizioni | ● | Finali |

| Giugno |    |    |    |    |    |    |    |    |    |    |    |    |
| 18     | 19 | 20 | 21 | 22 | 23 | 24 | 25 | 26 | 27 | 28 | 29 | 30 |
|        |    |    | ●  | ●  | ●  | ●  | ●  |    |    |    |    |    |

## Podi

### Uomini
| Evento                          | Oro | Prestazione | Argento | Prestazione | Bronzo | Prestazione |
| Stile libero                    | |             | |             | |             |
| 50 m (dettagli)                 | Marco Orsi                                                                                             | 22"15       | Luca Dotto | 22"20       | Kristián Goloméev | 22"35       |
| 100 m (dettagli)                | Luca Leonardi                                                                                          | 48"84       | Kemal Arda Gurdal | 49"41       | Luca Dotto | 49"72       |
| 200 m (dettagli)                | Velmir Stjepanovic                                                                                     | 1'47"00     | Oussama Mellouli | 1'49"21     | Simon Guerin | 1'49"25     |
| 400 m (dettagli)                | Velimir Stjepanović                                                                                    | 3'48"33     | Oussama Mellouli | 3'48"67     | Simon Guerin | 3'52"68     |
| 1500 m (dettagli)               | Oussama Mellouli                                                                                       | 15'12"36    | Luca Baggio | 15'15"16    | Matteo Furlan | 15'21"19    |
| Dorso                           | |             | |             | |             |
| 50 m (dettagli)                 | Stefano M. Pizzamiglio                                                                                 | 25"35       | Niccolò Bonacchi | 25"42       | Juan Francisco Segura | 25"66       |
| 100 m (dettagli)                | Matteo Milli                                                                                           | 55"12       | Benjamin Stasilius | 55"14       | Juan Francisco Segura | 55"57       |
| 200 m (dettagli)                | Benjamin Stasiulis                                                                                     | 1'58"66     | Federico Turrini Damiano Lestingi | 1'59"72     | |             |
| Rana                            | |             | |             | |             |
| 50 m (dettagli)                 | Damir Dugonjič                                                                                         | 27"63       | Andrea Toniato | 27"81       | Caba Siladji | 27"93       |
| 100 m (dettagli)                | Fabio Scozzoli                                                                                         | 1'00"86     | Andrea Toniato | 1'01"23     | Panagiōtīs Samilidīs | 1'01"71     |
| 200 m (dettagli)                | Panagiōtīs Samilidīs                                                                                   | 2'12"31     | Flavio Bizzarri | 2'12"67     | Dimitros Koulouris | 2'13"27     |
| Farfalla                        | |             | |             | |             |
| 50 m (dettagli)                 | Ivan Lendjer                                                                                           | 23"50       | Piero Codia | 23"67       | Josè Canizares | 23"92       |
| 100 m (dettagli)                | Ivan Lenđer                                                                                            | 52"30       | Matteo Rivolta | 53"04       | Piero Codia | 53"18       |
| 200 m (dettagli)                | Velimir Stjepanović                                                                                    | 1'56"19     | Stefanos Dimitriadis | 1'57"81     | Francesco Pavone | 1'57"93     |
| Misti                           | |             | |             | |             |
| 200 m (dettagli)                | Federico Turrini                                                                                       | 1'59"35     | Oussama Mellouli | 2'00"09     | Andreas Vazaios | 2'00"74     |
| 400 m (dettagli)                | Oussama Mellouli                                                                                       | 4'15"15     | Federico Turrini | 4'19"96     | Taki Mrabet | 4'22"52     |
| Staffette                       | |             | |             | |             |
| 4x100 m stile libero (dettagli) | Italia Gianluca Maglia Marco Orsi Luca Leonardi Luca Dotto Stefano Mauro Pizzamiglio* Alex Di Giorgio* | 3'15"99     | Turchia Doğa Çelik Iskender Baslakov Furkan Deniz Maraşlı Kemal Arda Gürdal Doga Celik* Kemal Arda Gürdal*                                       | 3'18"79     | Grecia Kristián Goloméev Fotios Koliopoulos Odyssefs Meladinis Christos Katrantzis                                                     | 3'19"09     |
| 4x200 m stile libero (dettagli) | Italia Alex Di Giorgio Damiano Lestingi Gianluca Maglia Federico Turrini                               | 7'19"39     | Francia Simon Guérin Eric Ress Ganesh Pedurand Benjamin Stasiulis Lucas Vigoretto*                                                               | 7'19"79     | Turchia Kemal Arda Gürdal Nezir Karap Furkan Deniz Maraşlı Doğa Çelik Abdulhalim Lafçı* Ozan Kemer* Kaan Türker Ayar* Ediz Yıldırımer* | 7'25"67     |
| 4x100 m misti (dettagli)        | Italia Matteo Milli Andrea Toniato Piero Codia Gianluca Maglia Niccolò Bonacchi* Alex Di Giorgio*      | 3'38"25     | Grecia Andreas Vazaios Panagiōtīs Samilidīs Stefanos Dimitriadis Kristián Goloméev Dimitrios Koulouris* Christos Katrantzis* Fotios Koliopoulos* | 3'40"66     | Turchia Güven Duvan Demir Atasoy Kaan Türker Ayar Kemal Arda Gürdal Alpkan Örnek* Abdulhalim Lafçı* Ozan Kemer*                        | 3'41"58     |

### Donne
| Evento                          | Oro | Prestazione | Argento | Prestazione | Bronzo | Prestazione |
| Stile libero                    | |             | |             | |             |
| 50 m (dettagli)                 | Anna Santamans | 25"03       | Silvia Di Pietro | 25"37       | Burcu Dolunay | 25"42       |
| 100 m (dettagli)                | Theodora Drakou                                                                                                   | 55"63       | Erika Ferraioli | 55"75       | Silvia Di Pietro | 56"11       |
| 200 m (dettagli)                | Martina De Memme                                                                                                  | 1'59"65     | Mojca Sagmeister | 2'00"96     | Diletta Carli | 2'01"07     |
| 400 m (dettagli)                | Martina De Memme                                                                                                  | 4'09"18     | Anja Klinar | 4'11"61     | Claudia Dasca | 4'12"41     |
| 800 m (dettagli)                | Martina De Memme                                                                                                  | 8'33"17     | Aurora Ponselé | 8'40"70     | Claudia Dasca | 8'45"42     |
| Dorso                           | |             | |             | |             |
| 50 m (dettagli)                 | Sanja Jovanović                                                                                                   | 28"48       | Theodora Drakou | 28"66       | Arianna Barbieri | 28"74       |
| 100 m (dettagli)                | Elena Gemo | 1'01"57     | Theodora Drakou | 1'01"75     | Margherita Panziera | 1'01"86     |
| 200 m (dettagli)                | Ambra Esposito | 2'12"21     | Margherita Panziera | 2'12"86     | Halime Zulal Zeren | 2'14"93     |
| Rana                            | |             | |             | |             |
| 50 m (dettagli)                 | Michela Guzzetti                                                                                                  | 31"51       | Dilara Buse Gunaydin | 32"04       | Giulia De Ascentis | 32"27       |
| 100 m (dettagli)                | Giulia De Ascentis                                                                                                | 1'08"57     | Jèssica Vall Montero | 1'08"80     | Dilara Buse Günaydın | 1'09"00     |
| 200 m (dettagli)                | Jèssica Vall Montero                                                                                              | 2'27"22     | Elisa Celli | 2'27"58     | Dilara Buse Gunaydin | 2'28"20     |
| Farfalla                        | |             | |             | |             |
| 50 m (dettagli)                 | Farida Osman | 26"15       | Anna Santamans | 26"53       | Silvia Di Pietro | 26"63       |
| 100 m (dettagli)                | Ilaria Bianchi | 58"63       | Elena Di Liddo | 59"23       | Béryl Gastaldello | 1'00"32     |
| 200 m (dettagli)                | Stefania Pirozzi                                                                                                  | 2'09"83     | Anja Klinar | 2'10"79     | Emanuela Albenzi | 2'13"19     |
| Misti                           | |             | |             | |             |
| 200 m (dettagli)                | Anja Klinar | 2'14"40     | Stefania Pirozzi | 2'16"12     | Carlotta Toni | 2'16"24     |
| 400 m (dettagli)                | Anja Klinar | 4'40"49     | María Vilas Vidal | 4'44"58     | Claudia Dasca Romeu | 4'46"64     |
| Staffette                       | |             | |             | |             |
| 4x100 m stile libero (dettagli) | Francia Anna Santamans Lauriane Haag Mathilde Cini Béryl Gastaldello                                              | 3'42"37     | Grecia Stavroula Karantakou Kristel Vourna Theodora Giareni Theodora Drakou                                                       | 3'46"44     | Turchia Esra Kübra Kaçmaz Halime Zulal Zeren Gizem Bozkurt Burcu Dolunay İlknur Nihan Çakıcı* Nilüfer Kuru*             | 3'47"35     |
| 4x200 m stile libero (dettagli) | Italia Chiara Masini Luccetti Diletta Carli Stefania Pirozzi Martina De Memme                                     | 8'07"50     | Spagna Lidón Muñoz Claudia Dasca Romeu Catalina Corró Lorente Marta González Crivillers María Vilas Vidal*                        | 8'12"55     | Slovenia Anja Klinar Mojca Sagmeister Špela Bohinc Tanja Šmid Tjasa Vozel* Neza Marcun*                                 | 8'16"34     |
| 4x100 m misti (dettagli)        | Italia Elena Gemo Giulia De Ascentis Elena Di Liddo Silvia Di Pietro Margherita Panziera* Chiara Masini Luccetti* | 4'04"58     | Spagna Lidón Muñoz Jessica Vall Montero Carla Campo Casajus Marta González Crivillers Natàlia Torné Sánchez* Claudia Dasca Romeu* | 4'08"84     | Grecia Theodora Drakou Maria Georgia Michalaka Kristel Vourna Theodora Giareni Aspasia Petradaki* Stavroula Karantakou* | 4'08"95     |

### Paralimpici
| Evento              | Oro                 | Prestazione | Argento        | Prestazione | Bronzo         | Prestazione |
| Stile libero Uomini |                     |             |                |             |                |             |
| 100 m (dettagli)    | David Julian Levecq | 55"98       | Simone Ciulli  | 57"14       | Josè Garcia    | 57"67       |
| Stile libero Donne  |                     |             |                |             |                |             |
| 100 m (dettagli)    | Sarai Gascon Moreno | 1'03"94     | Esther Morales | 1'05"50     | Anaelle Roulet | 1'06"36     |

## Medagliere
| Posizione | Paese    | Oro | Argento | Bronzo | Totale |
| --------- | -------- | --- | ------- | ------ | ------ |
| 1         | Italia   | 20  | 19      | 12     | 51     |
| 2         | Serbia   | 5   | 0       | 1      | 6      |
| 3         | Spagna   | 3   | 5       | 7      | 15     |
| 4         | Francia  | 3   | 3       | 5      | 11     |
| 5         | Slovenia | 3   | 3       | 1      | 7      |
| 6         | Grecia   | 2   | 5       | 5      | 12     |
| 7         | Tunisia  | 2   | 3       | 1      | 6      |
| 8         | Croazia  | 1   | 0       | 0      | 1      |
| 8         | Egitto   | 1   | 0       | 0      | 1      |
| 10        | Turchia  | 0   | 3       | 7      | 10     |
| Totale    | Totale   | 40  | 41      | 39     | 120    |